# Tri Nations 2004 (Rugby Union)
Tri Nations 2004 war die neunte Ausgabe des jährlich stattfindenden Rugby-Union-Turniers Tri Nations. Zwischen dem 17. Juli und dem 21. August 2004 fanden sechs Spiele statt. Südafrika gewann das Turnier zum zweiten Mal und sicherte sich auch den ersten Freedom Cup, während Neuseeland den Bledisloe Cup verteidigte.

## Tabelle
|    | Land       | Spiele | Siege | Unent. | Ndlg. | Spiel- punkte | Diff. | Bonus- punkte | Tabellen- punkte |
| -- | ---------- | ------ | ----- | ------ | ----- | ------------- | ----- | ------------- | ---------------- |
| 1. | Südafrika  | 4      | 2     | 0      | 2     | 110:98        | + 12  | 3             | 11               |
| 2. | Australien | 4      | 2     | 0      | 2     | 79:83         | - 4   | 2             | 10               |
| 3. | Neuseeland | 4      | 2     | 0      | 2     | 83:91         | - 8   | 1             | 9                |

## Ergebnisse
| 17. Juli 2004 | Neuseeland                                                                                  | 16 : 7        | Australien                                           | Westpac Stadium, Wellington Zuschauer: 38.000 Schiedsrichter: Alain Rolland (Irland) |
| 17. Juli 2004 | Versuche: Howlett 69. erh. Erhöhungen: Carter (1/1) Straftritte: Carter (3/4) 38., 50., 87. | (3:0) Bericht | Versuche: Mortlock 77. erh. Erhöhungen: Giteau (1/1) | Westpac Stadium, Wellington Zuschauer: 38.000 Schiedsrichter: Alain Rolland (Irland) |

| 24. Juli 2004 | Neuseeland                                                                                       | 23 : 21         | Südafrika                                                                                    | Jade Stadium, Christchurch Zuschauer: 34.000 Schiedsrichter: Andrew Cole (Australien) |
| 24. Juli 2004 | Versuche: Howlett 86. n.erh. Straftritte: Carter (5/6) 11., 14., 19., 31., 57. Spencer (1/2) 75. | (12:21) Bericht | Versuche: de Villiers 1. erh. Cronjé 25. erh. du Preez 36. erh. Erhöhungen: Montgomery (3/3) | Jade Stadium, Christchurch Zuschauer: 34.000 Schiedsrichter: Andrew Cole (Australien) |

| 31. Juli 2004 | Australien | 30 : 26         | Südafrika | Subiaco Oval, Perth Zuschauer: 42.507 Schiedsrichter: Chris White (England) |
| 31. Juli 2004 | Versuche: Tuqiri 5. erh. Larkham 34. n.erh. Latham 61. n.erh. Rathbone 78. erh. Erhöhungen: Burke (1/2) Giteau (1/2) Straftritte: Giteau (2/3) 43., 51. | (15:16) Bericht | Versuche: van der Westhuyzen 12. n.erh. de Villiers 23. n.erh. du Toit 68. erh. Erhöhungen: Montgomery (1/3) Straftritte: Montgomery (3/4) 3., 18., 54. | Subiaco Oval, Perth Zuschauer: 42.507 Schiedsrichter: Chris White (England) |

| 7. August 2004 | Australien                                                                                    | 23 : 18         | Neuseeland                                                                       | Telstra Stadium, Sydney Zuschauer: 83.418 Schiedsrichter: Jonathan Kaplan (Südafrika) |
| 7. August 2004 | Versuche: Tuqiri 51. n.erh. Straftritte: Giteau (4/4) 34., 40., 45., 46. Burke (2/2) 25., 74. | (12:12) Bericht | Straftritte: Carter (4/5) 1., 13., 18., 31. Spencer (1/2) 50. Mehrtens (1/1) 60. | Telstra Stadium, Sydney Zuschauer: 83.418 Schiedsrichter: Jonathan Kaplan (Südafrika) |

| 14. August 2004 | Südafrika                                                                                         | 40 : 26         | Neuseeland                                                                      | Ellis Park Stadium, Johannesburg Zuschauer: 62.857 Schiedsrichter: Nigel Williams (Wales)/Donal Courtney (Irland) |
| 14. August 2004 | Versuche: Joubert (3), Paulse, de Villiers Erhöhungen: Montgomery (3) Straftritte: Montgomery (3) | (19:13) Bericht | Versuche: Muliaina, Rokocoko Erhöhungen: Mehrtens (2) Straftritte: Mehrtens (4) | Ellis Park Stadium, Johannesburg Zuschauer: 62.857 Schiedsrichter: Nigel Williams (Wales)/Donal Courtney (Irland) |

| 21. August 2004 | Südafrika                                                                              | 23 : 19       | Australien                                               | Kings Park Stadium, Durban Zuschauer: 52.247 Schiedsrichter: Paddy O’Brien (Neuseeland) |
| 21. August 2004 | Versuche: Matfield, van Niekerk Erhöhungen: Montgomery (2) Straftritte: Montgomery (3) | (3:7) Bericht | Versuche: Mortlock, Smith, Tuqiri Erhöhungen: Giteau (2) | Kings Park Stadium, Durban Zuschauer: 52.247 Schiedsrichter: Paddy O’Brien (Neuseeland) |

## Statistik

### Meiste erzielte Versuche
|    | Name             | Versuche | Land       |
| -- | ---------------- | -------- | ---------- |
| 1. | Jean de Villiers | 3        | Südafrika  |
| 1. | Marius Joubert   | 3        | Südafrika  |
| 1. | Lote Tuqiri      | 3        | Australien |

### Meiste erzielte Punkte
|    | Name             | Punkte | Land       |
| -- | ---------------- | ------ | ---------- |
| 1. | Percy Montgomery | 45     | Südafrika  |
| 2. | Daniel Carter    | 38     | Neuseeland |
| 3. | Matt Giteau      | 26     | Australien |